# McArthur Binion
McArthur Binion né en 1946 à Macon (Mississippi) est un peintre américain qui vit et travaille à Chicago dans l'Illinois. 

## Biographie
Binion naît en 1946 dans une famille de onze enfants dans une ferme de coton à Macon dans le Mississippi, où il récolte le coton dès l'âge de 3 ans. En 1951, sa famille emménage à Detroit et Binion est le premier Afro-américain à obtenir un MFA de la Cranbrook Academy of Art. En 1973, il emménage à New York, où il reste jusqu'à son déménagement à Chicago en 1991,. Il est de 1992 à 2015 professeur au Collège Columbia de Chicago.
Un article de une du New York Times en 2019 le reconnaît, avec d'autres, comme faisant partie d'« une génération d'artistes afro-américains de 70 ou 80 ans qui sont reconnus pas le marché après des décennies d'indifférence ».

## Œuvre
Le travail de McArthur Binion est essentiellement de la peinture abstraite qui se rattache au courant minimaliste. Il réalise ses toiles à l'aide de crayons, de sticks à l'huile et d'encre, souvent sur des surfaces rigides comme le bois ou l'aluminium.
Son travail a été associé aux œuvres de Dorothea Rockburne, Robert Mangold, Robert Ryman et Jasper Johns.
Le travail de Binion est souvent qualifié de « moderniste rural », un travail qui « commence au carrefour - à l'intersection de l'improvisation bebop et de l'expressionnisme abstrait. » Son travail est influencé par des artistes modernes tels que Kazimir Malevich, Piet Mondrian et Wifredo Lam. Il est également considéré comme « expressionniste. »
Dans sa plus récente exposition (série des DNA Study), les tableaux de Binion ne sont pas entièrement abstraits, mais tentent de parler simultanément de l'expérience noire et de son histoire personnelle.

## Expositions notables
L'œuvre de McArthur Binion a été exposée dans de nombreuses galeries et institutions, notamment :
- Biennale de Venise, Italie (2017)
- Kavi Gupta, Chicago, USA McArthur Binion: Seasons (2016)
- Galerie Lelong, New York, USA McArthur Binion: Re:Mine (2015)
- Contemporary Arts Museum Houston, Houston, USA Perspectives 177: McArthur Binion (2012)